# Ribeiro Gonçalves
Ribeiro Gonçalves is een gemeente in de Braziliaanse deelstaat Piauí. De gemeente telt 6.869 inwoners (schatting 2009).